# Butis amboinensis
Butis amboinensis е вид бодлоперка от семейство Eleotridae. Видът не е застрашен от изчезване.

## Разпространение и местообитание
Разпространен е във Вануату, Индонезия, Микронезия, Нова Каледония, Палау, Папуа Нова Гвинея, Сингапур, Соломонови острови, Филипини и Япония.
Обитава сладководни и полусолени басейни, пясъчни дъна на морета и потоци. Среща се на дълбочина от 0,3 до 2,4 m, при температура на водата от 28,5 до 29 °C и соленост 34,1 – 34,4 ‰.

## Описание
На дължина достигат до 14 cm.
Популацията на вида е стабилна.